# محمدحسن محمدی
محمد حسن محمدی (متولد سال ۱۳۶۴ -شیراز) برنده جایزه بهترین مخترع جهان در سال ۲۰۱۴ در زمینه پزشکی دیجیتال از طرف مجمع جهانی بهداشت دیجیتال (World’s Digital Health Forum)
و تنها فرد ایرانی است که موفق به دریافت جایزه ویژه و دیپلم افتخار از بنیاد آلفرد نوبل شده‌است.

## زندگی‌نامه
محمد حسن محمدی زاده سال ۱۳۶۴ خورشیدی در شیراز است. او که هم‌اکنون در سوئد زندگی می‌کند، تحصیلات خود را در دبیرستان استعدادهای درخشان شهید دستغیب (تیزهوشان شیراز) آغاز و پس از دریافت مدرک کارشناسی رشته مهندسی مکانیک از دانشگاه شیراز به اشتغال در شرکت‌های مهندسی در ایران مشغول شد. او پس از گذشت ۲ سال برای ادامه تحصیل به کشور سوئد رفت.

## افتخارات
از جمله افتخارات وی ارائه ۹ اختراع ، انتشار چهار کتاب، ۱۴ عنوان مقاله علمی در مجله‌ها و کنفرانس‌های معتبر خارجی و کسب بیش از ۳۰ عنوان جایزه در زمینه‌های علمی، هنری، ادبی، اختراع و نو آوری سطوح بین‌المللی و ملی است.

## تحصیلات
- کارشناسی ارشد کار آفرینی و مدیریت نوآوری Entrepreneurship and Innovation Management از دانشگاه سلطنتی تکنولوژی استکهلم KTH-Royal Institute of Technology
- کارشناسی ارشد مهندسی انرژی‌های نو Sustainable Energy Engineering از دانشگاه سلطنتی تکنولوژی استکهلم KTH-Royal Institute of Technology
- کارشناسی ارشد مهندسی مکانیک از دانشگاه سلطنتی تکنولوژی استکهلم KTH-Royal Institute of Technology
- تجارت بیوتکنولوژی و پزشکی Bio-Business از دانشگاه Vrije Universiteit هلند
- Open Knowledge از دانشگاه استنفورد Stanford University
- مدیریت و راه‌اندازی شرکت‌های نوپا یاstart-up از دانشگاه اقتصاد استکهلم Stockholm School of Economics
- کار آفرینی در کشورهای در حال توسعه از دانشگاه استکهلم Stockholm University
- دکترای افتخاری از City University London انگلستان
- کارشناسی مهندسی مکانیک از دانشگاه شیراز

## جوایز و افتخارات
- کسب عنوان بهترین مخترع جهان در زمینه پزشکی دیجیتال در سال ۲۰۱۴ و دریافت مدال طلا، تندیس و مدالیم افتخار – فرانسه
- دریافت جایزه ویژه نو آوری و دیپلم افتخار از بنیاد آلفرد نوبل ۲۰۱۳
- کسب جایزه ویژه CRAIG NEMEC در مسابقات نوآوری و اختراعات ۲۰۱۴ آمریکا
- دریافت عنوان رهبر نوآوری و جایزه Innovation Leader of the Year Award سال ۲۰۱۳ سوئد
- قرار گرفتن در لیست ۱۰۰ نفر برتر تاثیرگزار سال در سوئد
- مقام اول مسابقات جهانی اختراعات و نو آوری آی تو پی (ایده به محصول) و دریافت جایزه ویژه در حوزه نوآوری‌های پزشکی۲۰۱۳ – برزیل
- کسب مدال طلا مسابقات جهانی اختراعات ژنو -سوییس
- معرفی به عنوان یکی از ۱۰۰ دانشجوی برتر سوئد (NOVA 100)
- مدال طلا و جایزه ویژه از طرف انجمن مخترعین آسیا
- مدال طلای مسابقات اختراعات تأثیر گذار اروپا – اسپانیا
- رتبه نخست اختراعات پزشکی در مسابقات ملی نوآوری و اختراعات– سوئد
- مدال نقره مسابقات اختراعات و نوآوری اروپا – انگلستان
- سفیر صلح، سازمان ملل متحد – ژنو، سوئیس
- دریافت تندیس طلای جشنواره ملی جوانان در زمینه هنر (عکاسی)
- نامزد دریافت جایزه سالانه رایترزدایجست در حوزه ادبیات – آمریکا
- مقام سوم مسابقات جهانی جوانان – اسلوونی
- مقام چهارم مسابقات جهانی تکنولوژی پاک – انگلستان
- منتخب یونسکو در بخش مقاله نویسی جوانان – ژاپن